# Сан Хосе (Балеарска Острва)
Сан Хосе (шп. San José) град је у Шпанији у аутономној заједници Балеарска Острва. Према процени из 2017. у граду је живело 25 849 становника.

## Становништво
Према процени, у граду је 2017. живело 25 849 становника.
| 2017.  |
| ------ |
| 25.849 |